# محمد حسن بن صالح
محمد حسن بن صالح بنشقرون ولد عام 1970 في بركان بالمغرب، هو رجل أعمال والرئيس ثم المدير التنفيذي لمجموعة هولماركوم.

## الدراسات والشهادات
بعدما حصل محمد على شهادة باكلوريا ضمن البعثة الفرنسية، انتقل بعدها لفرنسا من أجل إتمام دراسته العليا حيث حصل على درجة الماجستير في الإدارة المالية من جامعة السوربون في باريس.

## المسيرة المهنية
نجح محمد حسن بن صالح عام 1993 في ترأس مجموعة هولماركوم بعد وفاة والده عبد القادر بن صالح الذي هو المؤسس الحقيقي للمجموعة. ومنذ 1993 وهو يشغل العديد من المناصب من بينها رئيس الاتحاد المغربي لشركات التأمين وإعادة التأمين ·  وكذلك رئيس الاتحاد المغربي لشركات التأمين وإعادة التأمين شركات (شركة FMSAR) كما يشغل منصب عضو في مجلس إدارة الاتحاد العام للمؤسسات في المغرب (بقصر المؤتمرات)، وله منصب مهم في بورصة الدار البيضاء بالإضافة إلى شغله منصب عضو في مجلس البنك المغربي للتجارة الخارجية ومجلس إدارة بنك القرض العقاري والسياحي.

### مناصب أخرى
يشغل محمد حسن بن صالح مناصب أخرى على غرار عضويته في المجلس الاقتصادي والاجتماعي والبيئي، ثم عضويته في مجلس إدارة مؤسسة محمد السادس لحماية البيئة، ومؤسسة محمد الخامس للتضامن وكذلك المؤسسة العلوية للتنمية البشرية المستدامة.
في 2004، وُشِّح بوسام من درجة فارس من قبل ملك المغرب.